# Rutger Le Poole
Rutger Johan Le Poole (Bazel, 8 juli 1971) is een Nederlandse dialoogregisseur en musical- en stemacteur.

## Opleiding
Le Poole studeerde af aan de Toneelschool in Amsterdam.

## Theater
In het theater speelde bij verschillende gezelschappen in onder meer de producties De ziekte die jeugd heet, Dangerous Liasons, The Mousetrap, Hamlet, Harde Polaroids en King Lear. Ook was hij zes jaar verbonden aan het openluchttheater in het Amsterdamse Bos en speelde daar onder andere in de voorstellingen Henry IV, Wat u wilt, Don Juan en Romeo en Julia. 
In zijn musicalcarrière was hij te zien in de musicals De scheepjongens van Bontekoe (als Heyn Rol), The Lion King (als Zazu), Joseph and the Amazing Technicolor Dreamcoat (als Ruben), Mamma Mia! (Bart), We Will Rock You (als dj) en Cyrano (als Ragueneau).

## Televisie
Op televisie was Le Poole te zien in de films All Stars en Floris. 
Ook speelde hij gastrollen in diverse series, zoals Baantjer, Spangen, Consult, Juliana, IC, Rozengeur & Wodka Lime, Spoorloos verdwenen, Verborgen Gebreken, Flikken Maastricht en Goede tijden, slechte tijden. Le Poole doet eveneens nasynchronisatie voor animatieseries, zoals Geronimo Stilton, Rien's Planeet, Inazuma Eleven en Beyblade. Hij is ook regisseur van Disneyfilm Cars 3 (waarin hij Jeff Gorvette insprak), Incredibles 2 (waarin hij Tjerk Brantsma, een detective en overige stemmen insprak), Toy Story 4 (waarin hij Carl Reineroceros en Caboom TV Announcer insprak), Klimaat redden voor beginners (in 2022) en Monsters at Work (waarin hij Fritz insprak).

## Nominatie
- In 2010 werd Le Poole genomineerd voor een John Kraaijkamp Musical Award in de categorie 'Beste mannelijke hoofdrol' voor zijn rol als Bart in de musical Mamma Mia!.

## Privé
- Le Poole is een zoon van Hendrik Anne Constantijn Le Poole (1940) en diens eerste echtgenote ir. Reina Elisabeth Overbeek (1940-2021), dochter van Jan Theodoor Gerard Overbeek (1911-2007).[1] Le Poole was getrouwd met musicalster Renée van Wegberg. Samen kregen ze één zoon.